# Stadtbefestigung Ybbs an der Donau

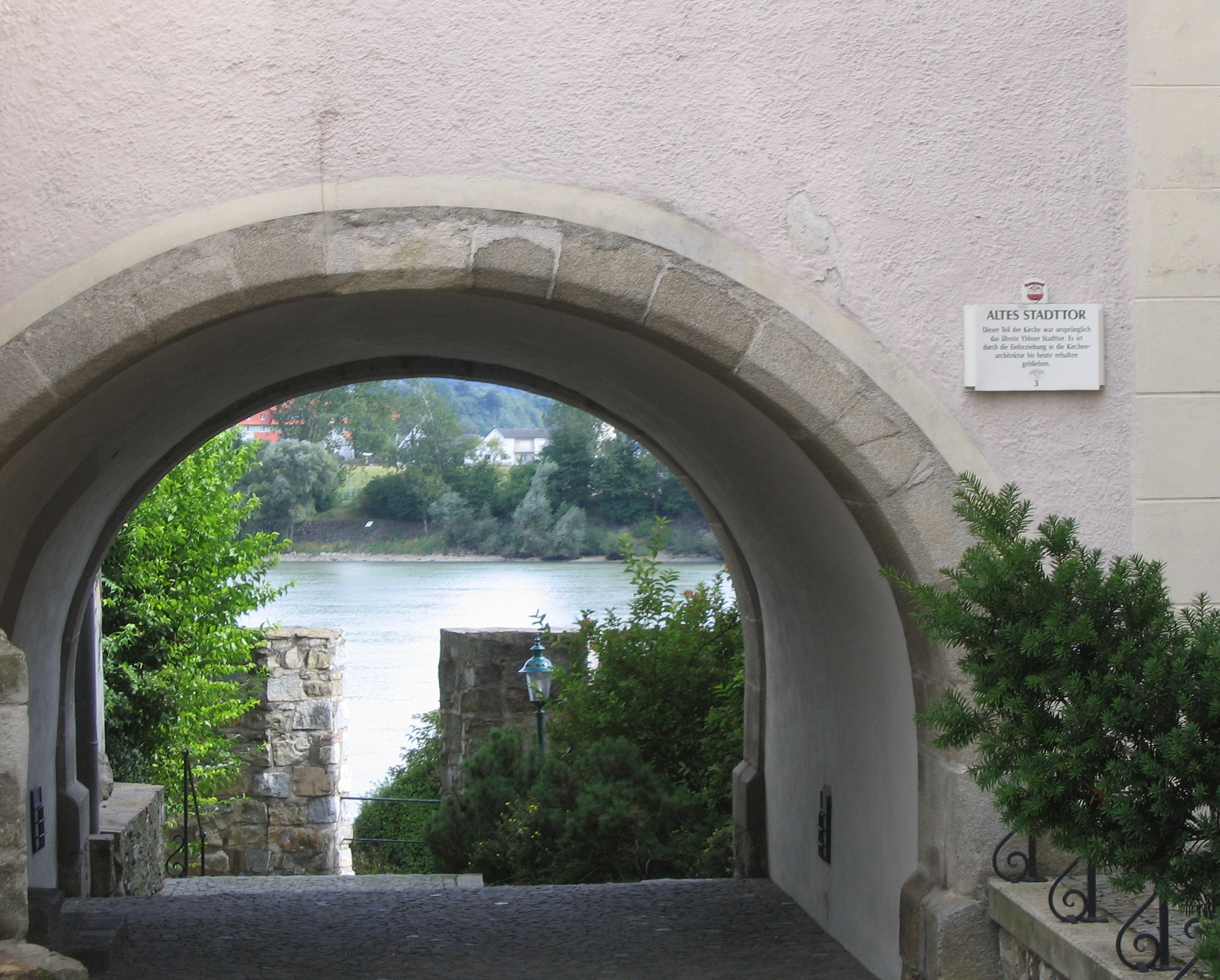
Durchfahrt eines Torturmes unter der Pfarrkirche Ybbs an der Donau

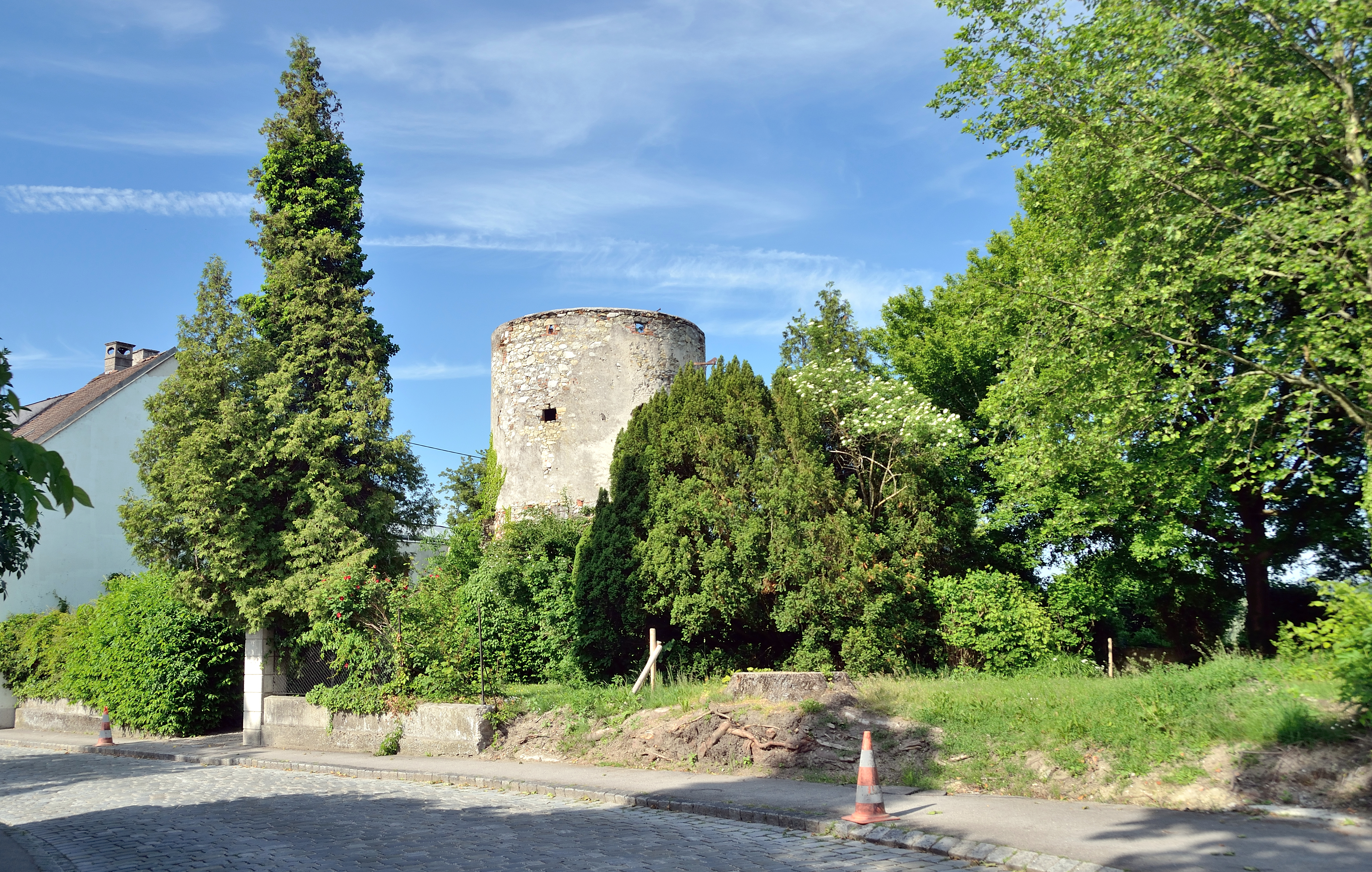
Pulverturm/Friedrichsturm

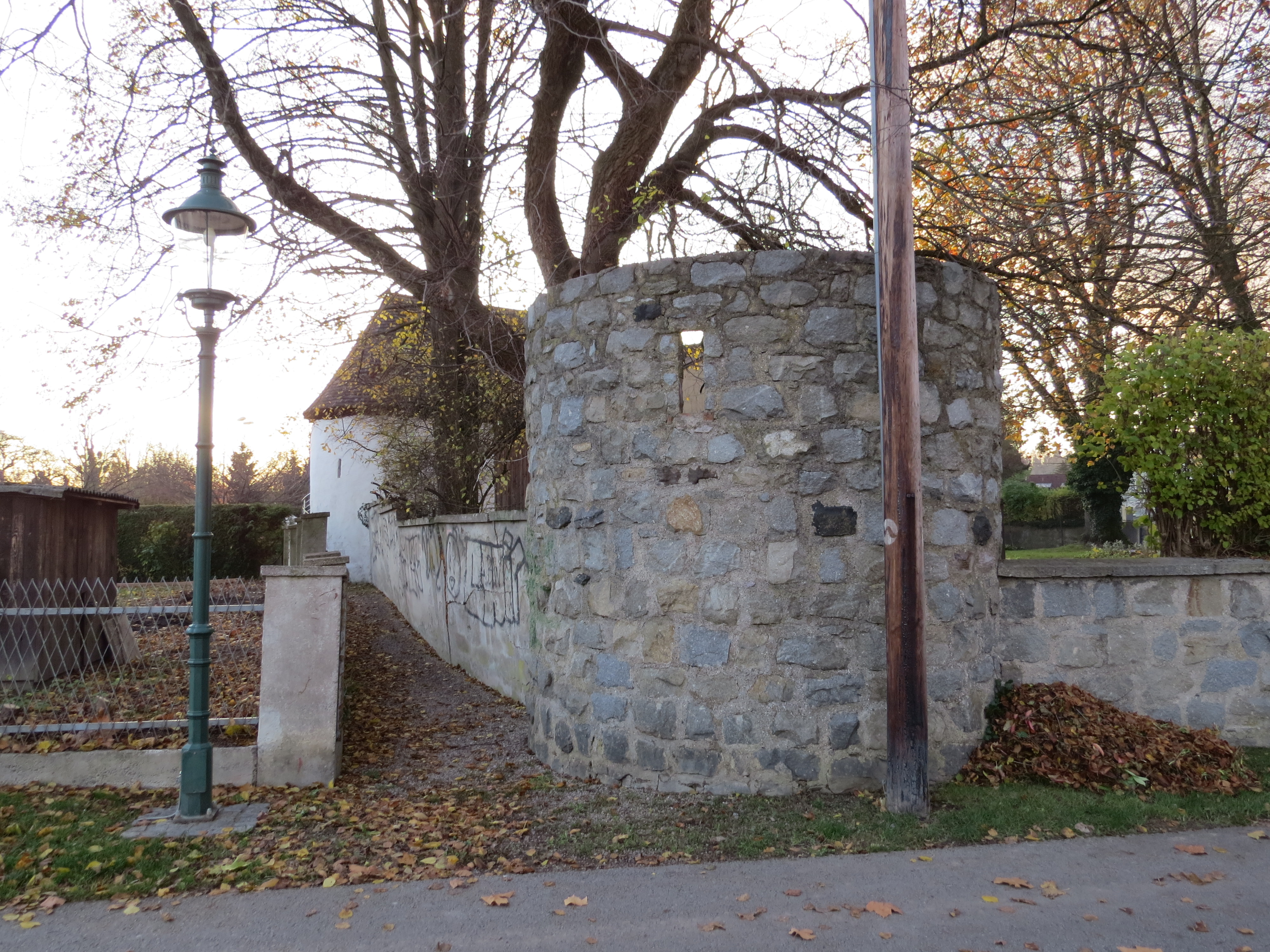
Vorwerk beim ehem. Wiener Tor

Die Stadtbefestigung Ybbs an der Donau ist die Stadtbefestigung in der Stadtgemeinde Ybbs an der Donau im Bezirk Melk in Niederösterreich.

## Geschichte
Urkundlich wurde 1287 die Stadtbefestigung genannt. Die geplante Anlage mit Mauer, Türmen, Wassergraben und Wall entstand im 13. und 14. Jahrhundert. 1488 entstanden durch Hochwasser Schäden die nach 1496 erneuert wurden. 1862 wurde das Wiener Tor durch ein Hochwasser zerstört und die Reste sind 1868 abgebrannt. 1880 wurde das Sandtor und 1882 das Klostertor abgetragen.

## Erhaltene Bauwerke
- Pulverturm/Friedrichsturm: Der Rundturm aus 1480 steht in der Südostecke der Altstadt auf Wiener Straße Nr. 17, er zeigt Bruchsteinmauerwerk und kleine Rechteckfenster.
- Vorwerk vom ehemaligen Wiener Tor: Halbrunde Bastei mit Schlitzscharten, daneben anschließend ist ein Teil der Stadtmauer ein Teil des Hauses Wiener Straße Nr. 19.
- Bastei und Wellenbrecher Schwalleck: Er steht im Nordwesten an der Ecke des ehemaligen Mauthauses, das Untergeschoß ist erhalten. Das ehemalige Einlaufwerk diente zur Flutung des Grabens mit Donauwasser.
- Stadtgraben: Der tiefe Graben außen entlang der teils erhaltenen Stadtmauer umschließt die Altstadt halbkreisförmig.
- Linzer Tor: Auf Burgplatz Nr. 13 sind Fragmente als Ansatz einer Bruchsteinmauer erhalten, die Stadtmauer ist teils in den Häusern integriert, siehe Kirchengasse Nr. 13.